# Фестус (Міссурі)
Фестус (англ. Festus) — місто (англ. city) в США, в окрузі Джефферсон штату Міссурі. Населення — 12 706 осіб (2020).

## Географія
Фестус розташований за координатами 38°13′12″ пн. ш. 90°24′35″ зх. д. / 38.22000° пн. ш. 90.40972° зх. д. (38.219889, -90.409603).  За даними Бюро перепису населення США в 2010 році місто мало площу 14,78 км², уся площа — суходіл.

## Демографія
Згідно з переписом 2010 року, у місті мешкали 11 602 особи в 4636 домогосподарствах у складі 3036 родин. Густота населення становила 785 осіб/км².  Було 4972 помешкання (336/км²).
Расовий склад населення:
| - 93,5 % — білих - 3,4 % — чорних або афроамериканців - 0,8 % — азіатів - 0,2 % — корінних американців |

До двох чи більше рас належало 1,9 %. Частка іспаномовних становила 1,2 % від усіх жителів.
За віковим діапазоном населення розподілялося таким чином: 26,8 % — особи молодші 18 років, 59,3 % — особи у віці 18—64 років, 13,9 % — особи у віці 65 років та старші. Медіана віку мешканця становила 34,9 року. На 100 осіб жіночої статі у місті припадало 93,2 чоловіків;  на 100 жінок у віці від 18 років та старших — 86,8 чоловіків також старших 18 років.
Середній дохід на одне домашнє господарство  становив 57 612 долари США (медіана — 45 686), а середній дохід на одну сім'ю — 66 113 долари (медіана — 54 127). Медіана доходів становила 46 698 доларів для чоловіків та 34 988 доларів для жінок. За межею бідності перебувало 12,5 % осіб, у тому числі 25,3 % дітей у віці до 18 років та 4,3 % осіб у віці 65 років та старших.
Цивільне працевлаштоване населення становило 5336 осіб. Основні галузі зайнятості: освіта, охорона здоров'я та соціальна допомога — 22,9 %, роздрібна торгівля — 15,4 %, виробництво — 9,1 %, науковці, спеціалісти, менеджери — 8,4 %.